# 健元陵

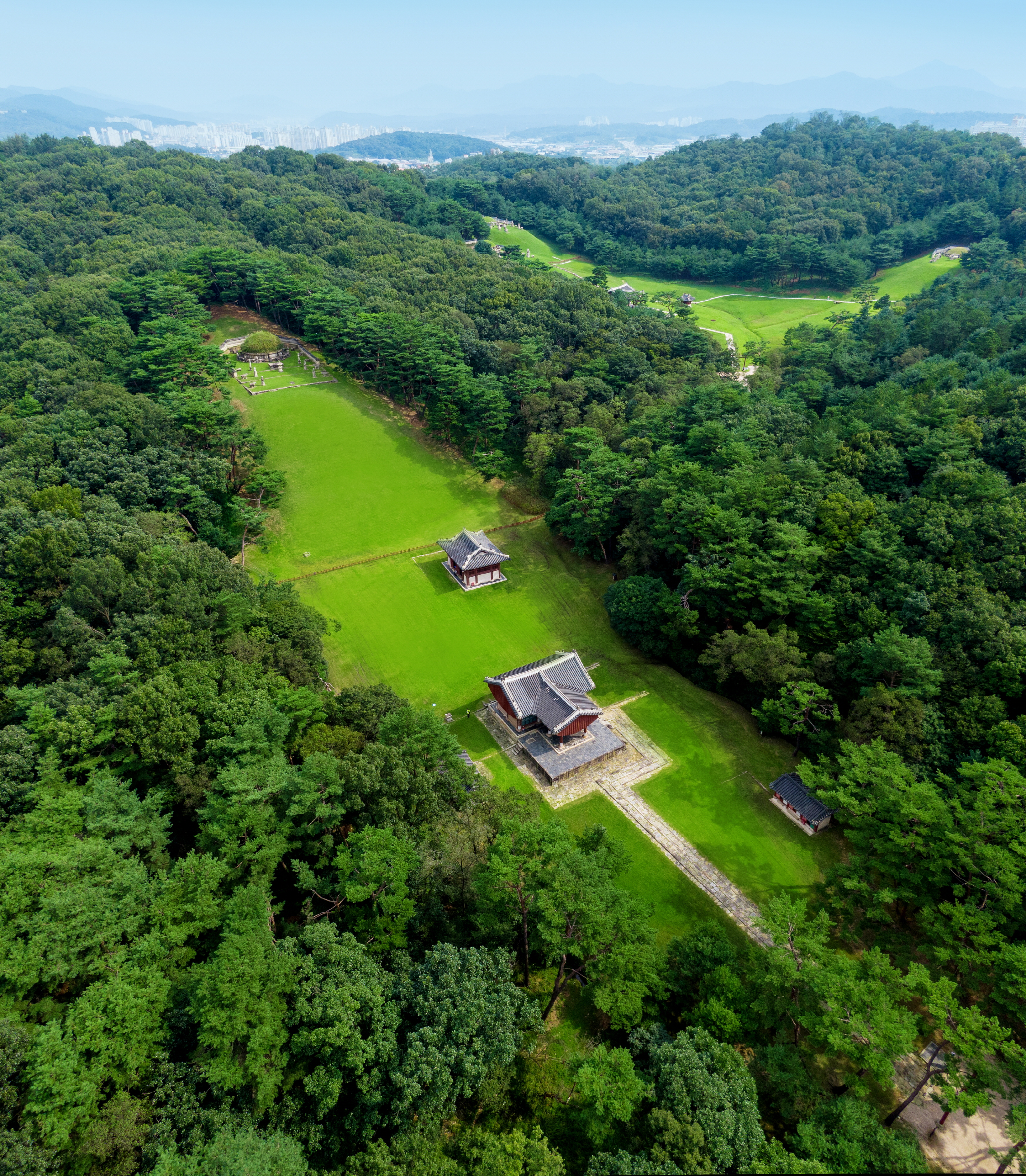
健元陵陵區全景

健元陵（韓語：건원릉）是朝鲜王朝第一位君主李成桂的陵墓，它位于韓國京畿道九里市仁仓洞。健元陵建于朝鲜太宗8年（1408年9月9日）。健元陵也是朝鲜王朝的第一个君主陵墓，裡面埋葬着朝鲜王朝创始人李成桂的遺骸。1970年5月26日，健元陵被指定为第193号国家史迹。

## 另見
- 朝鲜王陵
- 九里東九陵